# Patof chez les petits hommes verts
Albums de Patof
Patof dans la baleine
(1972) Patof chez les cowboys
(1972)
Patof chez les petits hommes verts est un album de contes de Patof, commercialisé en 1972.
Il s'agit du cinquième album de la série Patof, il porte le numéro de catalogue PA 304 (CT 38768/9).
Le clown Patof est un personnage de la populaire série télévisée québécoise pour enfants Le cirque du Capitaine, il est personnifié par Jacques Desrosiers.

## Composition
« Que feriez-vous, mes petits amis, si on vous obligeait à monter dans une fusée dont la destination est la planète Erret dans une autre galaxie? Et que fera Patof devant ce monstre d'un autre monde? »
Les textes sont de Gilbert Chénier et les effets sonores sont assurés par Roger Giguère.
Les cinq contes Patof chez les esquimaux, Patof chez les coupeurs de têtes, Patof dans la baleine, Patof chez les petits hommes verts et Patof chez les cowboys sont parus simultanément le 29 octobre 1972.

## Pochette
Patof apparaît au recto de la pochette dans un décor de Musée, où il est assis au pied d'un costume d'astronaute.

## Réception
L'album fait son entrée sur les palmarès de vente en décembre 1972 sans spécification de la position atteinte .
En décembre 1972, on remet à Jacques Desrosiers un disque Disque d'argent Patof en Russie en hommage à Radiomutuelle pour souligner sa promotion exceptionnelle ayant contribué à la vente de 100 000 disques des six albums de contes de Patof (Patof en Russie, Patof chez les esquimaux, Patof chez les coupeurs de têtes, Patof dans la baleine, Patof chez les petits hommes verts et Patof chez les cowboys).

## Titres
| 1. | Patof chez les petits hommes verts – 1re partie | Gilbert Chénier |  |

| 2. | Patof chez les petits hommes verts – 2e partie | Gilbert Chénier |  |

## Crédits
- Texte : Gilbert Chénier
- Bruiteur : Roger Giguère
- Production : Yves Martin
- Promotion : Jean-Pierre Lecours
- Cover design : Denis Sarrazin
- Photos : Louis Beshara